# Bất lực tập nhiễm
Bất lực tập nhiễm hay bất lực do học được (Learned helplessness) hay là sự bất lực có điều kiện là hành vi được biểu hiện ra bên ngoài của một đối tượng sau khi đã chịu đựng những kích thích thù địch, trái với ý muốn hoặc gây khó chịu mà chúng được lặp đi lặp lại ngoài tầm kiểm soát của đối tượng này. Ban đầu, người ta cho rằng nguyên nhân là do đối tượng chấp nhận sự bất lực này bằng cách ngừng cố gắng trốn thoát hoặc tránh các kích thích thù địch, bất lợi, khó chịu, ngay cả khi có các lựa chọn thay thế như vậy một cách rõ ràng. Khi thể hiện hành vi như vậy, đối tượng được cho là đã học được sự chịu đựng một cách bất lực (ví dụ hiệu ứng chú voi bị cột vào gốc cây, muôn thú chán nản trong vườn thú khi cố gắng trốn không được). Sự bất lực tập nhiễm là một tư duy được khám phá bởi nhà tâm lý học Martin Seligman và Steven F. Maier khi họ quan sát hành vi ở cả động vật và con người.

## Thí nghiệm

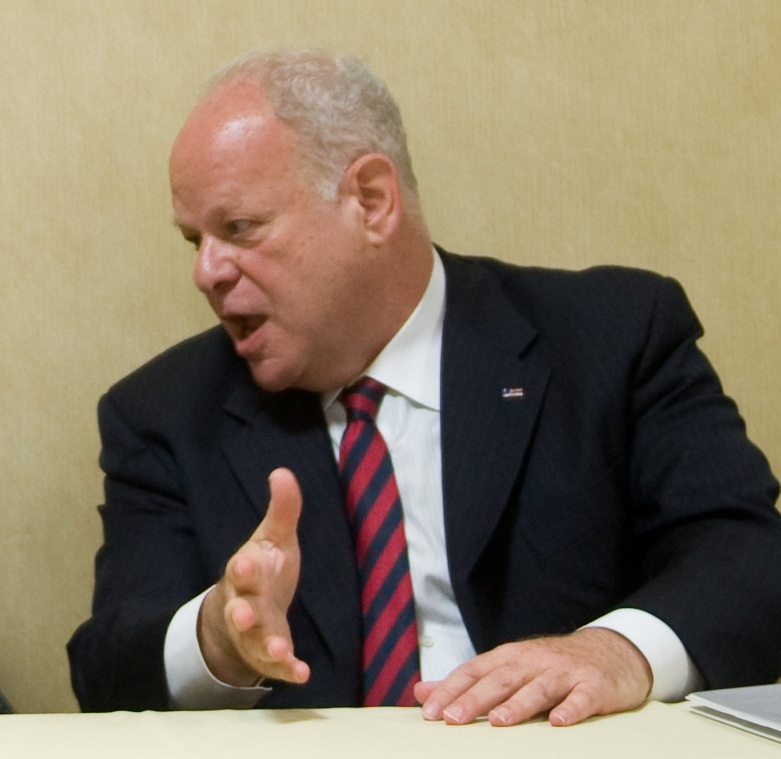
Martin Seligman

Khái niệm về bất lực tập nhiễm vô tình được khám phá bởi nhà tâm lý học Martin Seligman và Steven F. Maier. Người đầu tiên thực hiện nghiên cứu này là Martin Seligman. Martin Seligman có nhiều sách bán chạy và các chủ đề nghiên cứu của ông thiên về bất lực học, tâm lý tích cực, trầm cảm, khả năng phục hồi, sự tích cực và tiêu cực. Buổi thí nghiệm về sự bất lực học được hai nhà tâm lý Martin Seligman và Steven Maier với những con chó. Thí nghiệm về bất lực do học được và phát hiện ra rằng, khi động vật bị shock điện nhẹ mà chúng không thể ngăn chặn hay trốn thoát bằng bất kì cách nào thì sau đó, khi một tình huống tương tự với một lối thoát thì chúng không còn thử thoát ra nữa.
Buổi thí nghiệm về bất lực học diễn ra vào cuối thập niên 1960 và đầu 1970 bởi nhà tâm lý Martin Seligman và Steven Maier. Đối tượng của buổi thí nghiệm này là những con chó, chúng được đặt vào một phòng/buồng chứa được chia làm hai ngăn và có một vách ngăn nhỏ ở giữa, đủ để các chú nhảy qua. Sự khác nhau của hai buồng chứa nhỏ là một bên sàn sẽ có điện còn bên kia thì không. Sau khi shock điện, hai nhà nghiên cứu đã nhìn thấy có một hiện tượng lạ là một số chú chó khi bị shock điện đứng yên chịu trận và chẳng nhảy sang buồng bên kia, nó chấp nhận chịu bị điện giật.
Những chú chó này thật ra đã bị shock điện nhiều lần nhưng không tài nào thoát ra được. Ban đầu họ chỉ quan sát hành vi bất lực ở chó trong thí nghiệm về điều kiện hóa cổ điển, khi những chú chó này bị cho sốc điện sau mỗi lần nghe thấy tiếng chuông, sau này, những chú chó này được đặt trong một cái hộp cửa chớp có hai khoang riêng biệt được phân cách nhau bởi một hàng rào thấp, sàn hộp một bên bị tích điện, một bên thì không. Những chú chó trong thí nghiệm điều kiện hóa cổ điển trước đó đã không tìm cách trốn thoát, thậm chí ở đây là chúng chỉ cần nhảy qua cái hàng rào nhỏ kia là đã không bị sốc điện.

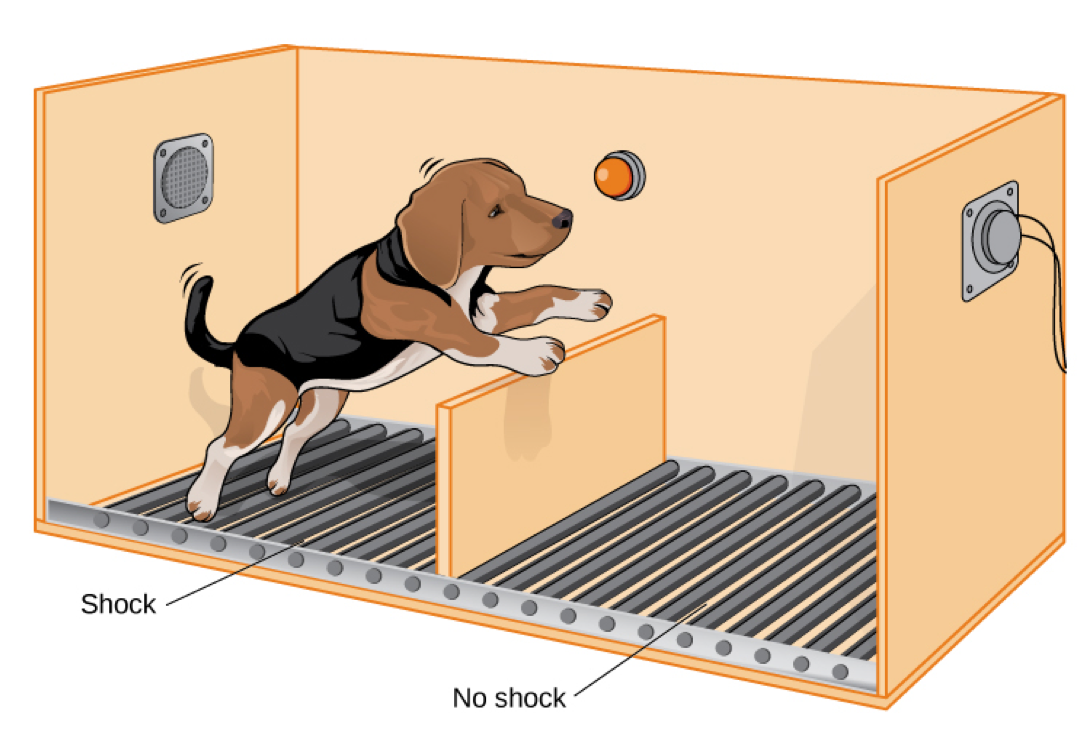
Thí nghiệm về con chó bị giật điện trong hộp

Ông làm nghiên cứu sâu hơn về chủ đề này và phát hiện ra rằng Sự bất lực có điều kiện có thể được áp dụng lên con người và nó thậm chí có thể xảy ra ngay từ khi con người vừa sinh ra. Để tìm hiểu hiện tượng này, các nghiên cứu viên sau đó đã thực hiện thêm một thí nghiệm khác và để nghiên cứu sâu hơn sự quan sát này, họ đã chia một nhóm nhiều chú chó mới thành 3 nhóm:
- Nhóm 1: Những con chó này được nhốt vào buồng chứa nhưng không nhận được cú shock điện nào cả. Trong nhóm một, các chú chó bị bắt mặc đai yếm trong một khoảng thời gian và sau đó được cởi ra.
- Nhóm 2: Những con chó này được nhốt vào buồng chứa, bị shock điện nhưng có thể thoát được bằng cách lấy mũi của mình nhấn vào một bảng điều khiển. Các chú chó trong nhóm thứ hai cũng được đóng mặc cùng bộ đai yếm (yoked pairs) nhưng sau đó bị cho sốc điện, và chúng hoàn toàn có thể tránh được cú sốc điện này bằng cách dùng mũi nhấn vào bảng điều khiển.
- Nhóm 3: Những con chó này được nhốt vào buồng chứa, bị shock điện và không có cách nào thoát ra được. Nhóm thứ ba cũng bị sốc điện như nhóm hai, ngoại trừ một điều rằng những chú chó trong nhóm này không thể điều khiển được cú sốc điện đó. Đối với nhóm này, việc sốc điện được thực hiện hoàn toàn không theo quy luật và nằm ngoài tầm kiểm soát của chủ thể.

Những con chó này sau đó bị nhốt trong một chiếc hộp cửa chớp. Những con chó trong nhóm một và nhóm hai nhanh chóng học được cách nhảy qua hàng rào nhỏ để không bị sốc điện. Còn nhóm thứ ba lại không có mảy may nỗ lực cố gắng thoát khỏi cú sốc. Vì trải nghiệm học được trước đó, chúng đã hình thành một mong đợi về mặt nhận thức rằng chúng không thể làm được gì để ngăn ngừa hoặc loại bỏ các cú sốc điện lên mình. Kết quả, cho thấy những con chó ở nhóm 1 và nhóm 2 nhanh chóng biết rằng chúng chỉ cần nhảy qua rào chắn là sẽ thoát được cú shock điện, nhưng ở nhóm 3, các chú chó này chẳng tỏ ra cố gắng để trốn thoát mà cam chịu. Các chú chó ở nhóm 3 dựa trên kinh nghiệm cũ của mình để quyết định sự cố gắng trong tương lai vì những lần cố gắng trước đó không thành công, nên các chú không thèm thử nữa.
Trong các thí nghiệm tâm lý có sử dụng phòng thí nghiệm, bên cạnh con người thì động vật cũng là một đối tượng nghiên cứu, có những phương pháp xâm lấn không thể thực hiện trên con người như cắt bỏ hay phá hủy một phần não, hoặc shock điện, quy chuẩn đạo đức trong thí nghiệm, thì các con vật nếu phải hy sinh tính mạng cũng sẽ được chết theo một cách ít đau đớn nhất. Lúc đầu người ta cho chủ thể thí nghiệm vào một cái hộp nhưng cả hai bên đều sẽ có shock điện. Dù con vật có chạy từ bên này sang bên kia, cố gắng chạm vào những thứ xung quanh để thử tránh bị shock nhưng đều vô dụng. Sau đó người ta lại cho con vật đó vào một hộp tương tự, nhưng lần này chỉ cần nó chạy qua ô bên cạnh là sẽ không bị shock điện nữa. Tuy nhiên, nếu đã bị rơi vào trạng thái bất lực có điều kiện thì con vật sẽ chỉ nằm im chịu bị shock điện. Điều này cũng xảy ra tương tự trên các con vật khác như chuột hoặc voi, và ở cả con người. Thí nghiệm này của Seligman đã gây ra rất nhiều tranh luận, cũng như là tiền đề cho nhiều lý thuyết tâm lý khác. 
Một thí nghiệm khác về một bể cá, người ta ngăn bể ra làm hai bởi một tấm kính trong suốt, một bên người ta thả một con cá vàng, một bên là mồi, mỗi lần con cá lao về phía miếng mồi đều bị va vào tấm kính, dần dần nó không còn dám lao vào đó nữa, sau đó, người ta bỏ tấm kính đó ra nhưng tấm kính dường như đã xây dựng một biên giới vô hình và con cá đã chết đói bên thức ăn. Một nghiên cứu được thực hiện tại một trường đại học trong đó những con chuột bị điện giật mỗi khi cố gắng lấy thức ăn từ khay đồ ăn. Chúng nhanh chóng ngừng hoàn toàn việc tiếp cận khay đồ ăn vì sợ bị điện giật. Sau đó giòng điện được tắt đi và ngay cả khi có nhiều thức ăn thơm ngon hơn trên khay đồ ăn thì những con chuột vẫn không đến gần nó. Thời gian trôi qua, lũ chuột chọn chết đói hơn là chấp nhận mạo hiểm tiếp cận khay thức ăn. Một câu chuyện khác về những con bọ chét, nếu bạn bỏ một con bọ chét vào một cái bình, chúng sẽ nhanh chóng nhảy ra ngoài. Tuy nhiên, nếu bạn đậy một cái nắp lên trên cái bình, lúc đầu chúng sẽ nhảy lên liên tục nhưng rất nhanh sau đó sẽ từ bỏ bởi mỗi khi nhảy lên, chúng sẽ đụng phải cái nắp và chúng vẫn ở yên trong bình. Khi cái nắp được lấy đi, thay vì ngay lập tức nhảy ra khỏi đó thì chúng lại nằm yên. Giống như những con chuột, những con bọ này phụ thuộc vào những hạn chế trong quá khứ và do đó, chấp nhận rằng những hạn chế sẽ tiếp tục tồn tại trong tương lai

## Đại cương
Sự bất lực tập nhiễm là khái niệm dựa trên quan điểm cho rằng hành vi của con người và con vật được học thông qua những liên kết và phản ứng. Tác động của bất lực tập nhiễm đã được mô tả trong nhiều loài động vật, nhưng tác động của nó cũng có thể được tìm thấy ở con người. Nó khiến con người tiếp tục chịu đựng những công việc tệ hại, sức khỏe kém và những mối quan hệ kinh khủng mặc dù người đó có thể dễ dàng thoát được. Nếu một thứ gì đó được củng cố/được tưởng thưởng thì có nhiều khả năng đối tượng sẽ lặp lại hành vi đó, nếu bị trừng phạt, đối tượng có nhiều khả năng sẽ tránh lặp lại hành vi đó trong tương lai. Những triệu chứng thường gặp của sự bất lực tập nhiễm bao gồm lòng tự trọng hạ thấp, động lực yếu, thiếu nỗ lực, e sợ, mệt mỏi, ngán ngại, bi quan, thất vọng và hay trì hoãn.
Bất lực tập nhiễm xuất hiện khi một sinh vật chịu một kích thích khó chịu lặp đi lặp lại mà nó không thể trốn chạy được. Rốt cuộc, con vật sẽ dừng việc né tránh kích thích đó và hành xử như thể mình bất lực hoàn toàn và không thể thay đổi được hoàn cảnh. Thậm chí khi có cơ hội trốn thoát thì hành vi bất lực do học tập mà thành này sẽ ngăn chủ thể thực hiện bất kỳ hành động nào để thoát khỏi tình huống.  Mặc dù khái niệm này phổ biến trong hành vi và tâm lý học về động vật nhưng nó cũng có thể áp dụng trong nhiều tình huống liên quan đến con người. Bất lực do học được đã được định nghĩa là một hiện tượng diễn ra ở cả con người và động vật, khi mà tâm trí đã bị cài đặt, mặc định rằng sẽ không bao giờ có thể chống cự hay thay đổi những nỗi đau, sự khó chịu, sự muộn phiền, hay những điều không hay diễn ra khác.
Sự sắp đặt này không phải tự nhiên mà có, mà được tạo nên qua bao nhiêu phen thử-ngã-thử-ngã, vì thế nó mới có thêm từ học được mà có (learned) hay có điều kiện (conditioned). Cho đến khi sự thử-ngã này đã quá đủ rồi thì cho dù có cơ hội hay khả năng trốn thoát hoặc vượt qua những thử thách, đối tượng cũng không muốn cố gắng nữa mà phó mặc buông xuôi, mặc kệ, buông tay thúc thủ và thường là chấp nhận, bó tay, cam chịu số phận. Khi con người ta cảm thấy mình không thể kiểm soát được tình huống diễn ra, họ bắt đầu hành xử như thể mình hoàn toàn thua cuộc, sự trì hoãn, ì ạch và trị trệ này có thể khiến con người ta bỏ qua những cơ hội để thay đổi hoặc hành động để bản thân cảm thấy tốt hơn. Ngoài ra, nó còn liên quan đến suy nghĩ về sự không thể kiểm soát được cuộc đời mình.
Ở con người, sự bất lực được học có liên quan đến khái niệm về hiệu quả bản thân, niềm tin của cá nhân vào khả năng bẩm sinh của họ để đạt được mục tiêu. Lý thuyết bất lực đã học là quan điểm cho rằng trầm cảm lâm sàng và các bệnh tâm thần liên quan có thể là kết quả của sự thiếu kiểm soát thực tế hoặc nhận thức như vậy đối với kết quả của một tình huống cụ thể. Sự bất lực có điều kiện là tình trạng khi một người hoặc dộng vật tin rằng bản thân thật sự bất lực trong một tình huống, kể cả khi điều đó là không đúng sự thật. Khi điều tồi tệ xảy ra, người ta luôn muốn tin rằng ta sẽ làm tất cả mọi thứ để thay đổi hoàn cảnh, nhưng nghiên cứu về cái gọi là bất lực tập nhiễm đã chỉ ra rằng khi con người ta cảm thấy mình không thể kiểm soát được những gì xảy ra thì họ có xu hướng đơn giản là từ bỏ, buông xuôi và chấp nhận sự an bài của số phận.
Hiện tượng này bền vững và rộng lớn một cách đáng tin và rất khó thay đổi một khi nó đã kích hoạt. Nó thuộc về động lực, cảm xúc, và nhận thức. Sự bất lực tập nhiễm là lý do khiến nhiều người cảm thấy họ không thể kiểm soát được những lực lượng đang ảnh hưởng đến số phận của họ. Một khi họ tự thuyết phục bản thân tin vào quan điểm sai lầm này, họ sẽ ngừng hành động, họ chọn tiếp tục sống chung hoàn cảnh tiêu cực mà sau này sẽ ảnh hưởng đến hạnh phúc và sức khỏe tổng quát của họ. Họ tiếp tục đưa ra những lựa chọn (ngay cả lựa chọn nhỏ bé) kìm hãm bản thân trong cuộc sống. Gánh nặng của sự bất lực khiến họ mất hết hy vọng và ngừng sống. Đối với người có sự bất lực tập nhiễm, cuộc sống trở nên vô nghĩa. Nếu cảm thấy không kiểm soát được số phận của mình, sẽ đầu hàng và chấp nhận bất cứ hoàn cảnh nào đang sống.

## Chuyện con voi

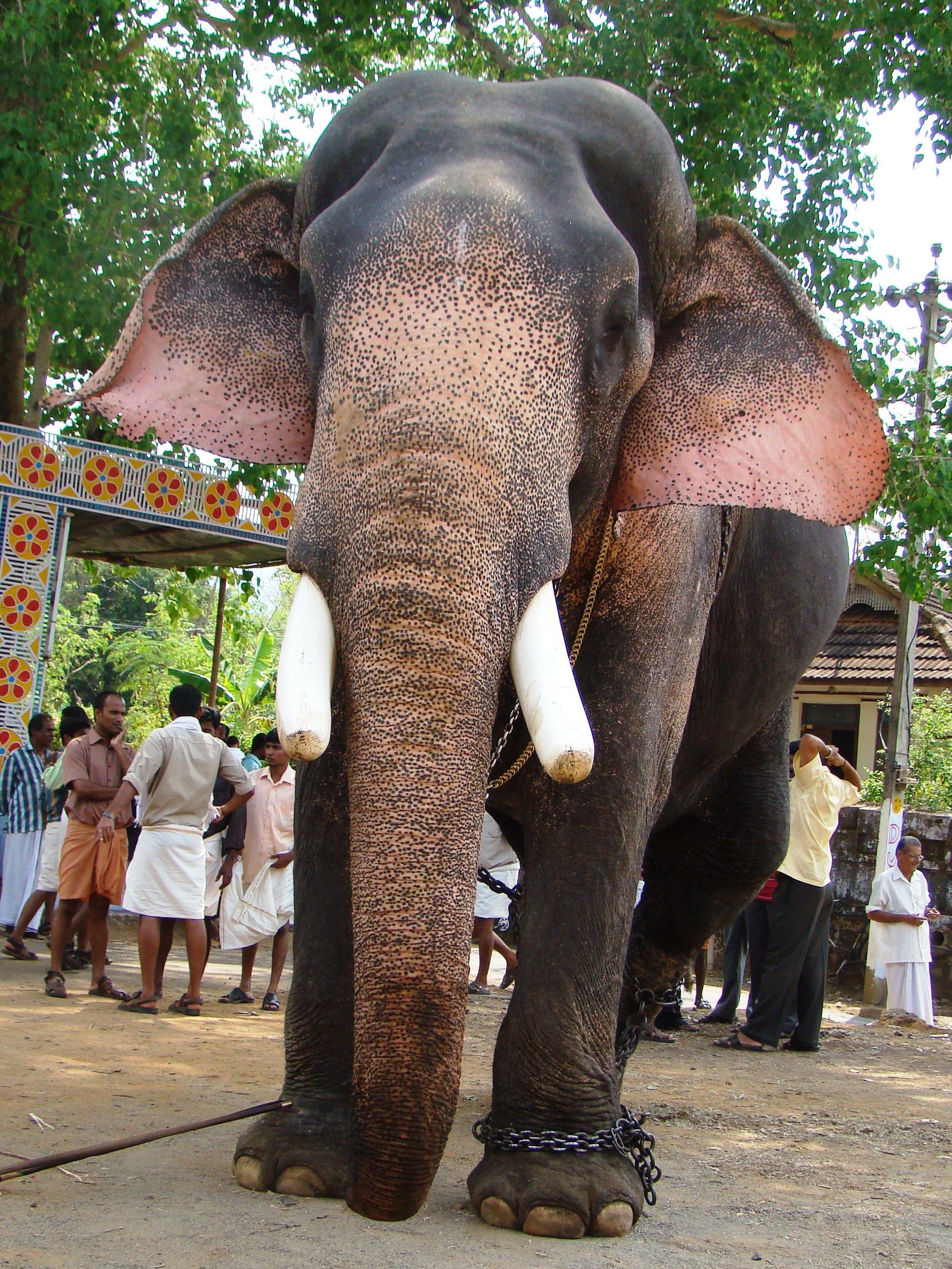
Một con voi khổng lồ nhưng không thoát được một sợi dây thừng

Tại rạp xiếc huấn luyện voi con bằng cách hàng ngày xích chúng vào một cái cọc được chôn dưới đất. Khi còn nhỏ, những con voi học được rất nhanh rằng khi chúng cảm thấy một cơn giật mạnh ở dây trói cổ, thì chúng không được phép đi xa hơn. Qua thời gian, con voi này lớn lên, tuy bị buộc vào một cái cọc nhỏ mà nó có thể dễ dàng nhổ lên khỏi mặt đất, nhưng nó sẽ không làm vậy ngay cả việc thử kéo cọc bởi vì nó đã được tạo cho một thói quen là khi cảm nhận một cơn giật nhẹ ở cổ, nó phải dừng lại. Loài voi có não bộ lớn và thông minh hơn bọ chét hoặc chuột nhưng cách chúng hành xử đều như nhau, từ đó có thể thấy, trong nhiều sợi xích trói chân con người đạt đến ước mơi thì nỗi sợ thất bại là một trong những chướng ngại khó vượt qua nhất.
Chuyện con voi và sợi dây thừng là câu chuyện truyền miệng cũng liên quan đến tâm lý này. Trong khu rừng có một con voi hoang dã bị bắt. Chân của nó bị trói vào một thanh sắt và buộc bởi những sợi dây thép cứng khiến voi không thể phá vỡ dù đã cố gắng vùng vẫy rất nhiều lần. Theo thời gian, voi nhận ra rằng dù nó có vùng vẫy và dùng sức lực mạnh thì cũng không thoát được sợi dây thép cứng và thanh sắt kia. Vì vậy, voi quyết định cam chịu bị nhốt bởi dây thép cứng. Khi voi không còn cố gắng vùng vẫy để thoát ra khỏi sợi dây thép cứng đang buộc hai chân nữa, người ta thay vào đó bằng một sợi dây thép buộc một bên chân của voi, voi nghĩ rằng một bên dây thép có lẽ sẽ dễ dàng để vùng thoát ra hơn và nó tiếp tục cố gắng để thoát ra khỏi sợi dây thép buộc một bên chân, nhưng dây thép rất cứng và mọi nỗ lực dường như vô ích.
Nó quyết định không tìm cách thoát ra nữa, và sau đó người ta thay dây thép bằng sợi dây thừng bình thường, thay cột sắt bằng cột gỗ. Tuy nhiên, lúc này voi đã quá chán nản và tuyệt vọng. Nó nghĩ rằng dù có dùng sức lớn đến đâu cũng sẽ không thoát ra được sợi dây thừng kia. Vì thế, con voi to lớn quyết định cam chịu kìm hãm bởi một sợi dây thừng. Có một điều mà con voi không hề biết rằng với sợi dây thừng mỏng manh và chiếc cọc gỗ kia, voi chỉ cần dùng một chút sức nhỏ là cũng có thể được tự do. Nhưng voi đã bỏ cuộc quá sớm, thậm chí không thèm cố gắng để thoát ra ngoài và chấp nhận bị trói buộc suốt đời bằng thứ dây thừng nhỏ bé. Từ đó có luận giải rằng nhiều người có ý niệm rằng mình không thể làm điều gì đó, đơn giản chỉ vì trong quá khứ, đã từng thất bại việc đó một lần, không dám đối mặt với điểm yếu của bản thân.
Câu chuyện thứ hai cũng có nội dung tương tự, chuyển kể về việc có một người đàn ông đi qua chỗ đàn voi đang đứng, anh ta thấy một cảnh tượng một con voi to lớn, chỉ bị cầm giữ bằng một sợi giây thừng ở chân trước, nó đang bị cột lại bởi một sợ dây thừng nhỏ bé và mong manh chứ chẳng phải là sợi dây xích dày. Sợi dây thừng này thì hiển nhiên con voi chỉ cần giật nhẹ cũng đứt và nó có thể tự giải thoát cho chính mình, chạy đi bất cứ lúc nào, nhưng nó không làm vậy. Anh ta đi hỏi người chủ con voi thì chủ của con voi trả lời: "Khi chúng còn là con voi con, thì tôi dùng loại dây thừng cở đó trói chúng lại, dây như vậy là đủ giữ chúng rồi. Và chính điều đó khiến chúng nghĩa rằng chúng không bao giờ có đủ sức giật đứt sợi dây. Dù cho bây giờ chúng đã lớn, chúng vẫn tin mình không thể dứt nổi những sợi dây thừng này nên chúng cũng chẳng bao giờ chúng có ý nghĩ dứt bỏ dây và chạy đi". Những con voi này cho dù có thể giật đứt sợi dây một cách dễ dàng, nhưng do chúng nghĩ chúng không làm được điều đó, nên cứ mãi chịu trói buộc như vậy và vẫn cứ chấp nhận điều này.

## Tâm lý người

### Cơ chế
Nhiều nhà nghiên cứu tin rằng cách giải thích hay quy kết đóng một vai trò trong xác định cách con người ta bị ảnh hưởng bởi bất lực tập nhiễm. Quan điểm này cho rằng phong cách giải thích đặc trưng của một người về các sự kiện giúp xác định người này có hay không có hình thành bất lực tập nhiễm. Người nào có phong cách giải thích bi quan sẽ dễ bị bất lực tập nhiễm hơn. Những người có kiểu giải thích này có xu hướng quy kết những thứ tiêu cực là lúc nào cũng khó tránh và khó trốn khỏi được, từ đó có xu hướng tự gánh trách nhiệm về những sự kiện tiêu cực đó. Khi tin rằng những kết quả mà ta kỳ vọng không thể đạt được, hay những kết quả mà họ không kỳ vọng sẽ xảy ra, thì sẽ không có một tia hy vọng nào cho việc có thể thay đổi được vấn đề hay thử thách hiện tại. Nhiều nghiên cứu tương tự cũng phát hiện thấy nhận thức về quyền kiểm soát của một người đều có liên quan đến khả năng họ từ bỏ hành vi xấu.
Những người xem sự việc là không thể kiểm soát được thì có thể bộc lộ một loạt triệu chứng đe dọa đến sức khỏe tâm thần của họ, dễ bị stress, trầm cảm, rối loạn cảm xúc và thụ động trong cuộc sống In 2011, an animal study. Họ ít có khả năng thay đổi những thói quen kém lành mạnh vì họ cảm thấy mọi thứ đều nằm ngoài tầm kiểm soát của họ. Lối suy nghĩ này có một tác động tâm lý mạnh mẽ và đôi lúc vẫn tiếp tục ảnh hưởng đến người đó thậm chí rất lâu sau khi họ đã ngừng trải nghiệm về hành vi tiêu cực ban đầu. Những người đã từng bị trầm cảm trong quá khứ có nhiều khả năng chấp nhận chứng trầm cảm trong tương lai và do đó ít có khả năng cố gắng thay đổi hơn. Điều này cũng đúng đối với những người sống trong cảnh bạo lực gia đình. Những người không thể thoát khỏi cảnh bạo lực dưới mái nhà của họ thì có nhiều khả năng từ chối sự giúp đỡ và chấp nhận bạo lực trong tương lai là điều không thể tránh khỏi ngay cả khi họ được đưa cho những lựa chọn thực tế để tránh tình trạng bạo lực trong tương lai.
Các nhà tâm lý học cũng phát hiện thấy ngay cả khi đối tượng được cho biết rằng họ sẽ chẳng làm gì được về tình trạng này, thì nhiều khả năng là sẽ không cố gắng hoặc cố gắng ít hơn những người không được cho lời khuyên này. Cơ chế tâm lý con người khi rơi vào một tình huống mà bản thân cảm thấy mất kiểm soát, sẽ có ba điều bị ảnh hưởng, đó là động lực (motivation), sự nhận thức (cognition) và cảm xúc (emotion). Sự ảnh hưởng lên nhận thức khiến họ tin rằng mình không thể kiểm soát tình huống đang diễn ra. Sự ảnh hưởng lên động lực khiến họ nhận thấy ta chưa có các phương pháp thích hợp để vượt qua tình huống này, để cuối cùng, sự ảnh hưởng lên cảm xúc khiến họ cảm thấy suy sụp, thất vọng vì sự mất kiểm soát với tình huống.
Các nhà nghiên cứu đã phát hiện ra rằng bất lực tập nhiễm không phải lúc nào cũng xuất hiện, ở tất cả các bối cảnh và tình huống, ví dụ thường gặp là việc một đứa trẻ làm bài thi và bài tập môn toán kém sẽ dần cảm thấy mình không thể tác động gì lên kết quả môn toán, sau này cứ mỗi lần đối mặt với một bài tập hay bài thi toán nào có thể sẽ trải nghiệm hiện tượng bất lực tập nhiễm. Một học sinh bị bất lực tập nhiễm với môn Toán không phải lúc nào cũng trải nghiệm tình trạng bất lực tương tự khi phải đối mặt với một bài tập tính toán trong thực tế. Trong một số trường hợp khác, con người ta có thể trải nhiệm bất lực tập nhiễm khá chung chung cho rất nhiều các tình huống khác nhau. Loại vấn đề này có thể bị gây ra bởi nhiều yếu tố, ví dụ như khuynh hướng khái quát hoá quá mức dựa triên những trải nghiệm cũ, một người cứ thi trượt bằng lái xe nhiều lần có thể sẽ tự cho rằng tôi không có khả năng lái xe, nên họ không buồn học cách đỗ xe cho chuẩn, kết quả là họ sẽ không thể vượt qua kì thi trong bất kì những lần tiếp theo nào nữa.

### Tác động
Bất lực tập nhiễm cũng có mối liên hệ với một số rối loạn tâm lý khác. Trầm cảm, lo âu, ám ảnh sợ, nhút nhát và cô đơn có liên quan và có thể trở nên trầm trọng hơn bởi bất lực tập nhiễm. Một người phụ nữ hay rụt rè trong các tình huống tương tác xã hội về sau sẽ bắt đầu cảm thấy mình chẳng thể làm gì để vượt qua những triệu chứng này, cảm giác này không nằm trong tầm kiểm soát trực tiếp và có thể khiến cô này ngừng tham gia vào các hoạt động tương tác xã hội, từ đây sự nhút nhát rụt rè ngày càng nặng thêm. Nếu liên tục thất bại trong chuyện giảm cân thông qua chế độ ăn kiêng và tập luyện thì họ sẽ bắt đầu tin rằng mình không bao giờ giảm cân được, bất kể có làm gì đi nữa. Bất lực tập nhiễm có thể có tác động lớn lao lên sức khỏe tinh thần. Những người gặp bất lực tập nhiễm cũng có thể trải nghiệm những triệu chứng trầm cảm, các mức độ căng thẳng gia tăng, và giảm bớt động lực chăm sóc sức khỏe thể chất.
Những người đang mắc phải các bệnh mãn tính có nhiều khả năng phát triển cảm giác bất lực, do họ không có thể hành động để cải thiện tình trạng sức khỏe của họ. Các nhà nghiên cứu cũng nhận thấy càng chứng kiến nhiều thất bại của bản thân hoặc của người khác thì càng ít có khả năng cố gắng thay đổi, ngay cả khi hoàn cảnh đã thay đổi đáng kể. Nó cũng sẽ tăng nguy xuất hiện các triệu chứng sức khỏe tiêu cực, giảm hệ miễn dịch, cũng như cảm xúc tiêu cực về một căn bệnh nào đó. Có thể khiến trở nên cầu toàn một cách không phù hợp, kém hài lòng trong công việc khiến muốn nghỉ việc, cảm thấy kiệt sức về mặt thể chất hay cảm xúc, và hoài nghi người khác. Làm trầm trọng thêm chứng trầm cảm, lo lắng, sợ hãi, nhút nhát và cô đơn, nhất là đối với những người đã chịu đựng một nỗi đau nào đó

### Khắc phục
Sự bất lực tập nhiễm là một trạng thái tâm trí nguy hiểm đối, nó có thể gây hại đến sức khỏe tâm thần, cảm xúc và khả năng tự chăm sóc bản thân. Nhưng bất cứ ai cũng có thể phá bỏ thói quen "Tôi-đầu hàng", phát triển một lối giải thích tích cực hơn để giải thích bất kỳ hành vi nào, và trải nghiệm những lợi ích của một quan điểm tích cực hơn về cuộc sống. Sự lạc quan tập nhiễm có thể giúp tránh căng thẳng, xây dựng thói quen tốt hơn, tăng cường hệ miễn dịch và cuối cùng làm bạn hạnh phúc hơn. Để khắc phục thì có thể thực hiện nhận thức bằng việc Thay đổi khả năng xảy ra của các kết quả. Thay đổi môi trường bằng cách tăng khả năng xảy ra của những sự kiện mong muốn và giảm khả năng xảy ra của các sự kiện không mong muốn. Một bằng chứng cho thấy việc chạy bánh xe vòng quay đã ngăn chặn các hành vi bất lực đã học ở chuột.
Nên giảm sự khao khát, kỳ vọng vào kết quả của sự việc nào đó, bằng cách giảm suy nghĩ tiêu cực về kết quả được tạo ra mà mình không thể kiểm soát được, hay giảm sự kỳ vọng với những thứ viễn vông, khó xảy ra. Thay đổi kỳ vọng của bản thân mình từ không thể kiểm soát sang kiểm soát được nhất là khi kết quả trông có vẻ như sẽ đạt được. Nói một cách khác, hãy giúp những người bất lực nhận ra rằng những việc mà họ nghĩ là họ không làm được, thật ra là nằm trong tầm với của họ. Liệu pháp nhận thức bằng thay đổi những lời giải thích không thực tế cho sự thất bại, bằng cách nhìn đến các yếu tố hoàn cảnh bên cạnh các yếu tố cá nhân (yếu tố hoàn cảnh/bên ngoài có thể là những yếu tố không phải do lỗi sai xuất phát từ cá nhân). Thay đổi những lời giải thích không thực tế cho sự thành công, bằng cách nhìn đến các yếu tố cá nhân bên cạnh các yếu tố hoàn cảnh (yếu tố cá nhân/bên trong có thể là những yếu tố di truyền; sự bất lực mãn tính hay toàn cầu).  